# Altopiano di Ukok
L'altopiano di Ukok (in russo Укок плоскогорье, Ukok ploskogor'e) è situato nella Siberia meridionale tra i monti Altaj. Si trova nel Circondario federale della Siberia al margine meridionale della Repubblica dell'Altaj, Koš-Agačskij rajon, all'incrocio dei confini statali di Kazakistan, Cina, Mongolia e Russia.
L'altopiano è parte del sito patrimonio dell'umanità dell'UNESCO denominato Montagne d'Oro dell'Altaj.

## Geografia
Il confine meridionale dell'altopiano è tracciato dalla catena degli Altai meridionali, dal massiccio del Tabyn Bogd-Ola e dai monti Sajljugem (all'estremità orientale). A nord, l'Ukok è delimitato dal versante meridionale dei monti Južno-Čujskij (o Čujskij Meridionali), dove scorre il fiume Džazator (Джазатор). Sull'altopiano si trova il bacino dell'Akalacha (Акалаха) e del suddetto Džazator che danno origine al fiume Argut. Nel punto di confluenza si trova il maggiore insediamento dell'altopiano: il villaggio di Beljaši (Беляши). Nella parte occidentale scorre il fiume Koksu, affluente di sinistra dell'Argut. La regione è costellata da centinaia di laghi di piccole dimensioni. La parte più alta delle montagne che circondano l'altopiano è il massiccio del Tabyn Bogd-Ola con il Picco Hùjtėn, che, con i suoi 4 374 m sul livello del mare, è la seconda vetta più alta in Siberia dopo il monte Belucha.
La vegetazione prevalente è quella della steppa di montagna e della tundra. L'area è utilizzata come pascolo. Le aree della regione orientale di Ukok-Sajljugem degli Altaj possono essere considerate l'analogia più vicina all'antico ambiente della steppa dei mammut.
Nella parte meridionale dell'altopiano si trova il parco naturale di Ukok denominato "Zona di riposo di Ukok" (Природный парк «Зона покоя Укок»).

## Storia

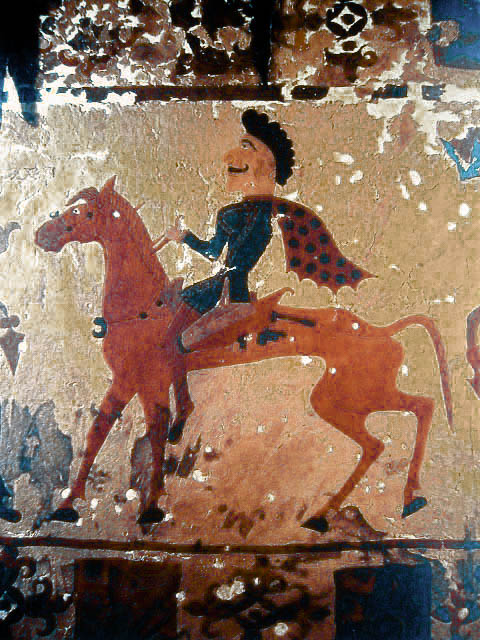
Cavaliere Pazyryk (300 a.C.)

Sono stati identificati nell'area centinaia di siti archeologici: insediamenti, cimiteri, petroglifi, sculture in pietra, megaliti, che vanno dal Paleolitico al Medioevo. Molti tumuli dell'età del bronzo (kurgan) sono stati collegati alla cultura di Pazyryk, che presenta similitudini con i popoli sciiti dell'Occidente. Gli scavi hanno fornito interessanti reperti archeologici tra cui spicca quello della mummia di una giovane donna nota come la Principessa di Ukok, rinvenuta dall'archeologa russa Natal'ja Polos'mak, che, dal 2012, si trova nel museo nazionale di Gorno-Altajsk. Nella seconda metà del XX secolo sono state estratte dal permafrost dell'altopiano tre mummie tatuate che risalgono al 300 a.C.
Allo stato attuale, l'altopiano di Ukok è minacciato dai piani di costruzione di un gasdotto tra Cina e Russia.